# 第一生命多額詐取事件
第一生命多額詐取事件（だいいちせいめいたがくさくしゅじけん）は、第一生命保険の営業社員が起こした架空金融詐欺事件である。長年、トップセールスを記録していた営業社員が「上席特別参与」や「特別調査役」の肩書を信頼した顧客に対して、「金利30％の特別枠」などの架空の金融取引をもちかけて不正に資金を集め、当該社員が返済を行わなかった。被害者は21名に上り、被害総額は約19億円とみられていたが、書類送検時に約22億円に膨らんだ。

## 概要
2014年（平成26年）10月15日に講談社から発刊された『実録 頭取交替』(著者は浜崎裕治)によって、仮名でありながら当該社員と山口銀行相談役が長年の癒着関係にある実態が明らかとなり、大手メディアにも知られることとなった。
2020年（令和2年）6月、被害者の訴えにより一連の出来事が発覚。第一生命による内部調査で不正が明らかになり、7月、第一生命は山口県警に刑事告発のうえ、当該社員を懲戒解雇処分とした。その後10月には、金融庁も報告徴収命令を出すなど不正の調査に乗り出した。
2021年（令和3年）5月19日、山口県警捜査2課は1億8000万円をだまし取った詐欺の容疑で元社員を書類送検したが、90歳と高齢であることなどが考慮され、11月18日付で不起訴処分（起訴猶予）となった。
2023年(令和5年)11月、元社員死去。公にされたのはその翌年だった。享年92歳。

## 被害者の救済
告発のきっかけとなった被害者に対しては10月1日、預けた保険金の約3割が第一生命から立替弁済が行われた。
2020年12月4日、被害者を支援する弁護団が、被害者への全額の弁済を会社側に求める調停を裁判所に申し立てを行った。第一生命はこれについて、2021年（令和3年）3月31日、裁判所より相当であると示された和解案に上乗せする形で、全被害者に対し、被害額の全額を弁済すること、また今後、元社員に対して支払金の弁済を求めていくことを発表した。

## 関連書籍
- 浜崎裕治『実録 頭取交替』講談社、2014年10月。ISBN 978-4062192521。
  - 　浜崎裕治『実録 頭取交替』講談社+α文庫、2017年8月。ISBN 978-4062817219。
- 生保の女帝
- 19億円を不正詐取した第一生命の89歳・元営業職員は、山口銀行の“女帝”だった